# Der Neue Orient
 Der er for få eller ingen kildehenvisninger i denne artikel, hvilket er et problem. Du kan hjælpe ved at angive troværdige kilder til de påstande, som fremføres i artiklen.

Det tyske tidsskrift Der Neue Orient blev udgivet i Berlin i perioden 1917 - 1943 og var et fagtidskrift indenfor orientalisme.
Det halvmånedlige tidsskrift om det politiske, økonomiske og åndelige liv i hele liv i hele Orienten (ifølge tidsskriftets undertitel) blev udgivet af efterretningsvirksomheden Nachrichtenstelle für den Orient (NfO). Oprettelsen af det halvoffentlige NfO blev forestået af orientalisterne Eugen Mittwoch og Max von Oppenheim. Forgængeren var Korrespondenzblatt der Nachrichtenstelle für den Orient, som udkom i tre udgaver i 1915-1916/17, og ligesom denne udkom Der Neue Orient i de første to årgange kun trykt på den ene side af papiret. Tilskyndelsen til at udgive tidsskriftet kom fra det tyske udenrigsministerium. "Der Neue Orient" fungerede i første række som propaganda organ for tyske interesser bearbejdede først og fremmest det materiale, som kom fra Tyrkiet. I 1917 foreslog Mittwoch udenrigsministeriet at ændre NfO til et orientinstitut.
Den første redaktør var Herbert Müller, herefter kom Armin T. Wegner (fra bind 3) og Eugen Mittwoch (fra bind 6, hæfte 2). Ifølge G. Kapmffmeyer var indholdet især i det 6 første årgange "meget betydningsfuldt og righoldigt" og omfattede foruden det økonomiske liv også hele kulturen og det åndelige liv i Orienten. Udover vigtige artikler indeholdt tidsskriftet aktstykker, aftaler osv. Efter nederlaget i 1. verdenskrig blev tidsskriftet indskrænket, da det havde mistet de offentlige myndigheders interesse.
Det italienske tidsskrift Oriente Moderno, som begyndte at udkomme i 1921, berettede ligeledes om nye udviklinger i Orienten og "tog i grunden tråden op fra tidsskriftet Der Neue Orient og dens forgænger."